# 理查森山 (瑪麗伯德地)
理查森山（英語：Mount Richardson）是南極洲的山峰，位於瑪麗伯德地，處於科隆博山以南5公里，屬於福特山脈中福斯迪克山脈的一部分，由美國探險隊發現，現時由南極條約體系管理。